# El Canto del Loco
El Canto del Loco — испанская поп-рок-группа, образованная в 1994 году Дани Мартином и гитаристом Иваном Ганчеги.
El Canto del Loco выпустила пять студийных альбомов, проданных тиражом более 1 миллионов копий, что сделало её одной из самых успешных современных поп-групп Испании.
В 2010 году коллектив группы объявил об окончании совместной работы и начале сольной карьеры.

## История

### Начало и первые альбомы
История El Canto del Loco началась в 1995 году, когда 18-летний Дани Мартин поступил учиться в школу драматического (актерского) искусства Кристины Роты. Там он познакомился с гитаристом и музыкальным единомышленником Иваном Ганчеги, а также с ещё тремя учащимися — басистом, барабанщицей и еще одним гитаристом, они создали свой первый музыкальный коллектив, названием для которого послужила песня El canto del gallo, популярной в то время группы Radio Futura, поклонниками которой являлись Дани и Иван.
Ещё перед первым концертом группу покинул второй гитарист и на его место пришлось искать замену. Буквально за день до выступления новым гитаристом стал Давид Отеро, двоюродный брат Дани. Немного позднее из El Canto del Loco ушли и басист с барабанщицей. Новым барабанщиком стал Хандро Веласкес (электрик по специальности), сын друзей родителей Дани Мартина. Знакомство с ним произошло на конкурсе Фламенко. Место бас-гитариста занял Чема Руис, выходец из Кантабрии, учившийся вместе с Давидом в одном университете. С этого момента группа, в полном составе, репетировала в складском помещении в Альхете.
Через год группа записала демо-диск и начала рассылать копии в различные студии звукозаписи. Так Дани познакомился с музыкальным продюсером и диджеем Педро дель Моралем, который прослушал демо-диск группы и передал его в звукозаписывающую компанию Ariola Records, где диск попал в руки Пако Мартина, который в своё время дал путёвку в жизнь и Radio Futura. Пако Мартин предложил пятёрке никому ещё неизвестных исполнителей выступить на показательном концерте вместе с ещё двумя группами, после которого с одной из них компания и подпишет контракт. Музыканты согласились и, несмотря на то, что концерт прошел не очень хорошо, оказались победителями.
16 июня 2000 года в продажу поступил первый студийный альбом группы, спродюсированный Алехо Стивеном (бывший вокалист группы Tequila). Несмотря на уговоры сменить название группы (предлагались варианты: «Superratones», «Los móviles» и «La dulce sonrisa de Lulú»), исполнители приняли решение не только не менять его, но и так же назвать первый диск — El Canto del Loco.
1 марта 2002 года вышел второй диск El Canto del Loco — A Contracorriente. Продюсер Найджел Уокер сменил направление группы и второй альбом зазвучал по-взрослому. В этом же году группа стала номинантом премии MTV Europe Music Awards («Лучший испанский артист»), однако премию получила группа Amaral

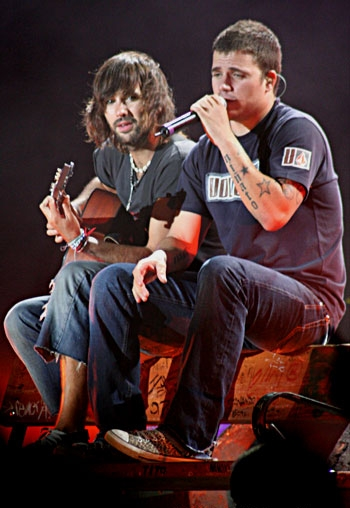
Давид Отеро (слева) и Дани Мартин (справа)

### Estados de ánimo (2003—2004)
В 2002 году Найджел Уокер временно оставил группу по причине занятости над новым альбомом группы La Oreja de Van Gogh. За время его отсутствия, группу покинул один из основателей — Иван Ганчеги. После ухода из группы бас-гитариста, оставшиеся члены группы решили сделать перерыв в творчестве. Однако уже через несколько дней Давид и Дани собрали несколько своих новых песен и решили записать их оставшимся составом из 4х участников. Таким образом, основным бас-гитаристом стал двоюродный брат Дани, Давид Сразу после возвращения Уокера был записан третий по счёту, студийный альбом El Canto del Loco под названием Estados de ánimo, который был представлен публике 26 марта 2003 года..
В тот же год, в августе, вышел фильм La fiesta, в котором звучала песня группы El Canto del Loco Pasión. Несмотря на то, что фильм был малобюджетным — 6.024 €, он неожиданно получил огромный успех у зрителей, собрав 1.209.769,49 €
В октябре 2003 года El Canto del Loco участвовала в записи альбома Tony Aguilar y Amigos, которая была организована диджеем радиостанции Los 40 Principales Тони Агиларом. Вся прибыль от продажи дисков пошла в Испанскую ассоциацию по борьбе с раком. В этом альбоме группа исполнила композицию Casi un universo, а также, вместе с другими исполнителями, они участвовали в записи песни Latido urbano.
В конце года El Canto del Loco выиграла в номинации «Лучший испанский артист» у таких исполнителей, как Алехандро Санс и La Oreja de Van Gogh, и получила премию MTV Europe Music Awards.
В январе 2004 года El Canto del Loco получила предложение записать новую музыкальную тему для популярного в Испании ситкома 7 vidas, которую ранее исполнял певец Раймундо Амадор. Летом этого же года они записали песню Escuela de calor для альбома Arde la calle, выпущенного в память о Radio Futura.

### Zapatillas (2005—2007)

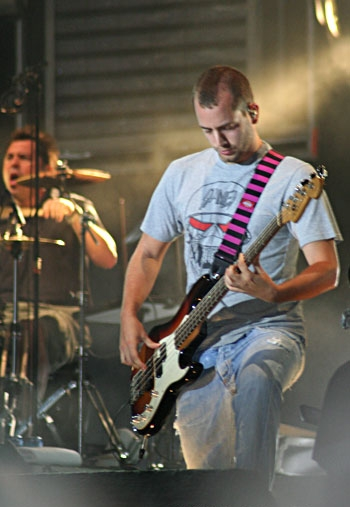
Хандро Веласкес (слева) и Чема Руис (справа)

После того, как в 2005 году Давид Отеро посетил острова Пипи, и своими глазами увидел те разрушения, которые причинило данному региону землетрясение в Индийском океане в 2004 году, он вместе с другими артистами предложил основать организацию Kuarkx для сбора средств пострадавшим. Позднее он вместе с братом Дани написал песню Despiértame, которую выложил для скачивания в сеть, цена такой копии составляла 1,15 € Как заявляли исполнители группы, полученные средства были направлены в фонд, помогающий пострадавшим от цунами. Песня Despiértame вошла в четвёртый студийный альбом группы — Zapatillas, который вышел 21 июня 2005 года.
Осенью, в сентябре 2005 года вышел первый диск El Canto del Loco, выпущенный для продажи вне Испании — он был отправлен в США и Латинскую Америку. Им стал альбом 12 estados de ánimo, в который вошли песни из первых студийных альбомов группы.
В июле 2006 года, во время совместного тура El Canto del Loco с группой Hombres G, был выпущен в продажу сборник под названием Pequeños grandes directos, в котором были собраны записи концертов El Canto del Loco в Мадриде (22 ноября 2002 года в Sala Caracol), в Барселоне (30 декабря 2003 года в Sala Bikini) и Сарагосе (15 октября 2005 года в Sala Oasis). Было продано около 50.000 копий этого сборника, а также около 20.000 копий с отдельной записью только третьего концерта в Сарагосе.
После завершения тура с новым альбомом Zapatillas и перед участием Дани Мартина в фильме Я Хуани режиссёра Бигаса Лунаса, СМИ начали распространять слухи о распаде группы. В ответ группа сделала категоричное заявление, что уходит в длительный отпуск, после которого вернется с новым материалом.
Группа также участвовала в записи диска для телемарафона Marató на TV3 (Каталония), который вышел 10 декабря 2006 года. Это диск солидарности направленной на борьбу с хроническими заболеваниями, что являлось темой телемарафона этого года. За 9 евро его можно было купить с одной из каталонских газет (Avui, El Punt, La Vanguardia y El Periódico de Catalunya). Группа выбрала песню Puede ser из второго студийного альбома A Contracorriente, но песня была переведена (адаптирована) и исполнена на каталонском языке под названием Pot ser. Позже эта песня вошла в сборник Arriba el telón.
В 2007 году Дани Мартин, вместе с менеджером El Canto del Loco Карлосом Васкесом, создали лейбл El Manicomio Records, при поддержке компании Sony BMG. Именно данный лейбл выпустил дебютный альбом группы Sin Rumbo.

### Personas (2008-2009)
Запись нового альбома началась в октябре 2007 года, но продолжалась и после февраля 2008 года. Лишь 1 апреля 2008 новый студийный альбом появился в продаже. Он назывался Personas. Сразу был авансирован гастрольный тур El Canto del Loco, который длился до конца 2009 года. Вместе с группой в нём участвовали исполнители из Sin Rumbo и певец Лукас Маскиано.
12 июня 2008 года Хандро Веласкес объявил об уходе из коллектива, о чём написал в распространённом через прессу обращении к фанатам, в котором указывал на личные причины ухода (нехватка свободного времени). Несмотря на это группа заявила, что график гастрольного тура не будет нарушен, и продолжила выступления с новым барабанщиком Карлосом Гамоном, который раньше аккомпанировал в группе Amaral и у солистки Наджва Нимри.
28 июня 2008 года El Canto del Loco выступила на фестивале Rock in Rio, который впервые проходил в Испании. Группа получила достаточно холодные отзывы критиков, но выступление хорошо было принято фанатами.

### De Personas a Personas
В конце 2008 года в ограниченным тиражом, в специальном формате, вышел альбом De personas a personas, в котором к тринадцати композициям из альбома Personas были добавлены шесть новых песен, а также DVD с неопубликованным ранее материалом.
Вместе с продюсером Иболеле, 23 Мая 2009 года на Plaza de Toros в Мурсии, группа начала гастрольный тур Hasta luego, который закончился 19 Декабря в Барселоне.

### Radio La Colifata presenta: El Canto del Loco
В 2009 году El Canto del Loco выпустил в свет два продукта: Radio La Colifata presenta: El Canto del Loco, который включил в себя 19 хитов группы, записанных в  Буэнос-Айресе и неопубликованную ранее песню Quiero aprender de ti; и DVD с новыми видеоклипами.

### Por mí y por todos mis compañeros
В то же время El Canto del Loco выпускает Por mí y por todos mis compañeros - альбом, в который вошли 11 песен легендарной испанской музыки, которые группа записала, подчистила и выпустила, включая песни таких исполнителей, как Smash, Los Piratas, Quique González, Enrique Urquijo, Los Ronaldos o Joan Manuel Serrat. К альбому прилагается диск DVD с названием Y por mí el primero, который содержит записи репетиций группы в гримерных.

### Распад группы
В настоящий момент группа не существует.
В 2010 году Дани Мартин подтвердил, что три участника коллектива покинули состав группы El Canto del Loco и он (Дани Мартин), а также Давид Отеро собираются заняться сольной карьерой. Однако бас-гитарист Чема Руиз стал основателем группы Белградо (Belgrado).

## Награды и номинации
| Год  | Результат | Категория                          | Награда                 |
| ---- | --------- | ---------------------------------- | ----------------------- |
| 2002 | Номинация | Новая испанская группа             | Premios Amigo           |
| 2002 | Номинация | Лучшая испанская группа            | Premios Amigo           |
| 2002 | Номинация | Лучший испанский артист или группа | MTV Europe Music Awards |
| 2003 | Победа    | Лучший испанский артист или группа | MTV Europe Music Awards |
| 2004 | Победа    | Лучший артист                      | Premios Ondas           |
| 2005 | Победа    | Лучший испанский артист или группа | MTV Europe Music Awards |
| 2005 | Победа    | Лучшая испанская группа            | Premios Ondas           |
| 2008 | Победа    | Лучшая испанская группа            | Premios Ondas           |
| 2008 | Победа    | Лучшая группа или дуэт             | Premios 40 Principales  |
| 2008 | Победа    | Лучший альбом: Personas            | Premios 40 Principales  |
| 2008 | Победа    | Лучшая песня: Eres tonto           | Premios 40 Principales  |
| 2008 | Победа    | Лучший клип: Eres tonto            | Premios 40 Principales  |
| 2008 | Победа    | Лучший тур или концерт             | Premios 40 Principales  |

## Дискография
| Год  | Название                                                             | Примечания                                             |
| ---- | -------------------------------------------------------------------- | ------------------------------------------------------ |
| 2000 | El Canto del Loco                                                    | Студийный альбом, проданных копий: 111,000             |
| 2002 | A contracorriente                                                    | Студийный альбом, проданных копий: 150,000             |
| 2003 | El Canto del Loco Live, Sala Caracol (22-11-2002)                    | Концертный альбом                                      |
| 2003 | Estados de ánimo                                                     | Студийный альбом, проданных копий: 244,000             |
| 2004 | El Canto del Loco Live, Sala Bikini (30-12-03)                       | Концертный альбом                                      |
| 2005 | Zapatillas                                                           | Студийный альбом, проданных копий: 421,000             |
| 2005 | Hombres G & El Canto del Loco, Vicente Calderón Stadium (06-07-2005) | DVD/UMD                                                |
| 2006 | El Canto del Loco Live, Sala Oasis (15-10-05)                        | Концертный альбом, проданных копий: 20,000             |
| 2006 | Pequeños grandes directos                                            | Сборник, проданных копий: 50,000                       |
| 2006 | ECDL episodio 1 (Las Ventas — Madrid)                                | DVD                                                    |
| 2007 | Arriba el telón                                                      | Сборник                                                |
| 2008 | Personas                                                             | Студийный альбом, проданных копий: 300,000             |
| 2008 | De personas a personas                                               | Переиздание (ограниченный тираж в специальном формате) |
| 2009 | Radio La Colifata presenta a El Canto del Loco                       | Сборник                                                |
| 2009 | Por mí y por todos mis compañeros                                    | Альбом каверов                                         |
| 2009 | Y por mí el primero                                                  | DVD репетиций                                          |